# Пісківський історико-меморіальний музей Павла Тичини

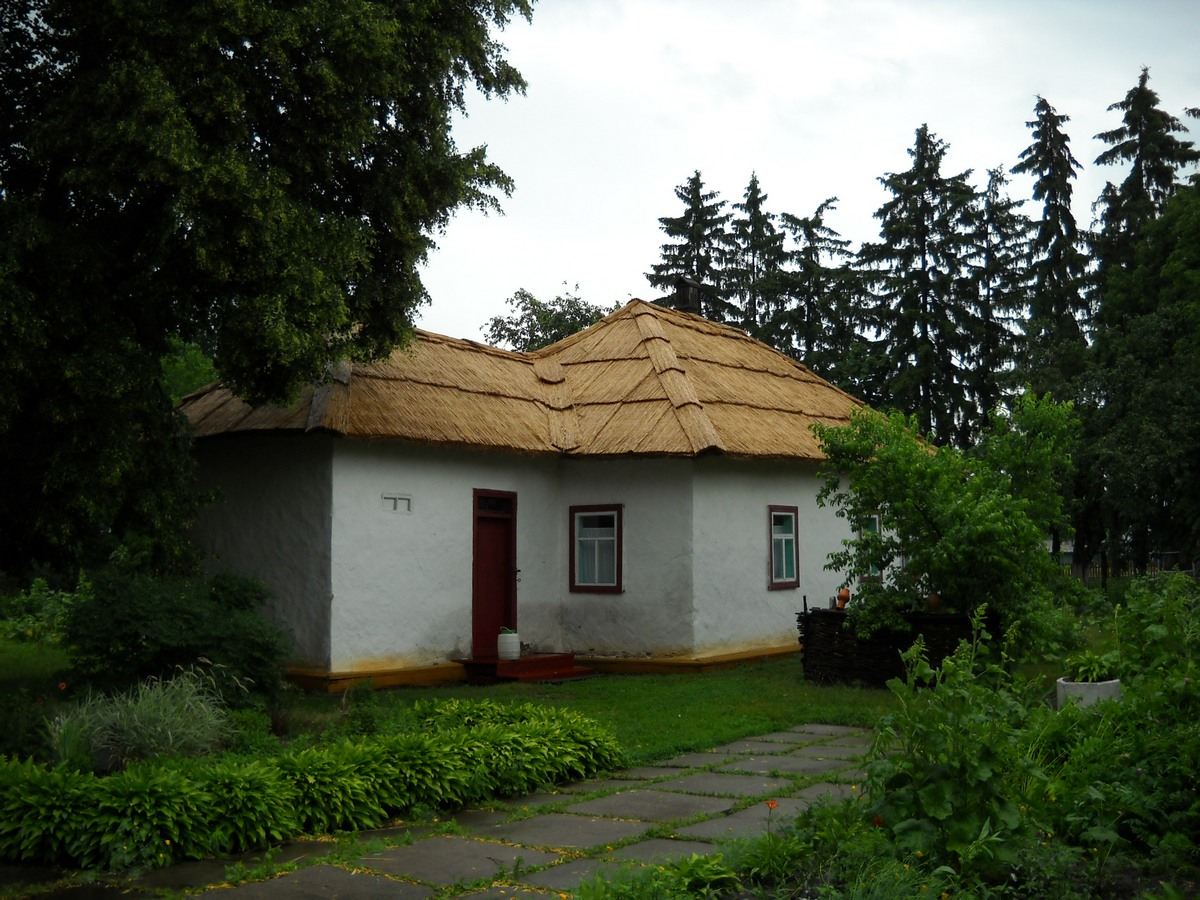
Музей П. Г. Тичини с. Піски

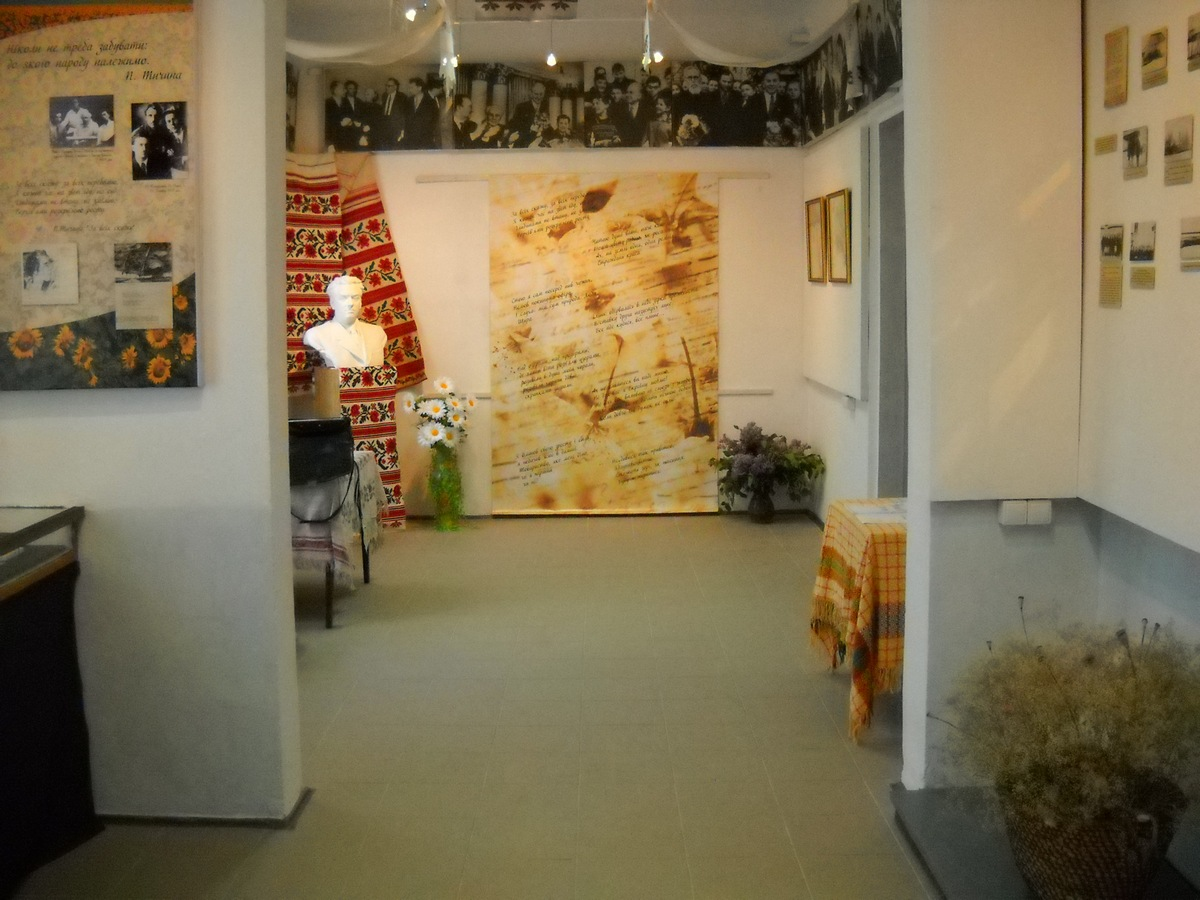
Інтер'єр музею П. Г. Тичини

Пісківський історико-меморіальний музей Павла Тичини — музей історичного профілю, який висвітлює історію села Піски Бобровицького району Чернігівської області. Відділ Ніжинського краєзнавчого музею імені Івана Спаського.
З часу утворення в 1972 до 2010 мав назву Музей історії села Піски. Теперішня назва музеєві присвоєна рішенням Бобровицької районної ради 14 червня 2010 за клопотанням Київського літературно-меморіального музею-квартири Павла Тичини у зв'язку з відзначенням 120-ліття поета.

## Історія музею
За листом Анатолія Погрібного, який починав свою діяльність істориком в Пісківській школі, прийняте урядове рішення, що в селі має бути Музей Тичини. Створюється державний комітет з відзначення ювілею Павла Тичини, виділяється 127 тисяч радянських карбованців, приводиться в порядок майдан перед хатою, прокладають 10 км дороги, відбудовується хата за спогадами родичів, ставиться пам'ятник, але й далі музей називається Музей історії села. Для спорудження на родинному подвір'ї Тичин окремого будинку та господарських будівель музею, матеріальну допомогу надав місцевий колгосп (головою був В. С. Цілюрик), підприємства та організації Бобровицького району.
Відкрили «Музей історії села Піски» в спеціально збудованому приміщенні 10 травня 1972 року на честь встановлення радянської влади в Україні.. Одна кімната музею була відведена поетові Павлу Тичині.
Велику роботу зі збору експонатів, художнього оформлення та побудови експозицій провів художник Леонід Тращук, який був директором музею з початку заснування і до 2003 року. 
У травні 1981 з нагоди відзначення 90-річчя з дня народження Павла Тичини відкрили відбудовану родинну хату поета, відтворену за кресленнями родича Тичини — архітектора Андрія Ноздріна та спогадами сестри поета Оксани Григорівни. Справжня хата Тичини була спалена під час каральної операції за дії партизанів в 1942.
У 2010 році з ініціативи Київського літературно-меморіального музею-квартири П. Г. Тичини музей перейменовано у Пісківський історико-меморіальний музей Павла Тичини, однак профіль музею залишено історичним.

## Експозиція
Фонди музею налічують 1,5 тисячі експонатів. У їх числі — особисті речі Павла Тичини (до 10 експонатів), книги поезій Павла Тичини, матеріали, пов'язані з життям і діяльністю місцевих жителів — учасників німецько-радянської війни, особисті речі партизанів загону імені Щорса, предмети побуту.
Хата білостінна з обкладеною дошками призьбою, з голубими лиштвами, з світло-брунатними дверима. Просторі сіни, а за ними — перша кімната. Зараз тут розміщена етнографічна експозиція, яка відображає побут селян кінця XIX-початку XX століття. В центрі — селянська піч, ліворуч якої піл, де на ряднині стоять великі макітри, полив'яний ківш. На коминку — гасова лампа. На черені висушені польові та лугові трави, квіти. Меморіальних речей чи предметів побуту родини Тичин не збереглося. Однак один з листів, написаних бурсаком-Тичиною додому, оздоблений малюнком, де зображена їх родинна хата. Цей малюнок – втілення дитячої любові до своєї родини та до своєї домівки.
На подвір'ї біля стін оселі стоїть пам'ятник поетові. Перед хатою — криниця.
Експозиція музею продовжується в сусідньому приміщенні історичного музею, де одна з кімнат присвячена Павлові Тичині. Шість стендів, книжкові полиці, вітрини ведуть у світ життєвого та творчого шляху поета. Представлені експонати, надані дружиною поета та, після її смерті, Київським літературно-меморіальним музеєм-квартирою Павла Тичини.

## Події
- 27 січня 2011 сільську школу імені Павла Тичини відвідав віце-спікер Верховної Ради України М. В. Томенко. Його супроводжували заст.директора Інституту літератури імені Тараса Шевченка НАН України С. А. Гальченко та директор Літературно-меморіального музею-квартири П. Г. Тичини в Києві Т. В. Сосновська.
- 14 травня 2011 в Пісках відбулося музично-поетичне свято до 120-річчя Павла Тичини «Живим вогнем своїм я грію»[3].
- 16 вересня 2011 - на подвір'ї Пісківської школи імені Павла Тичини була висаджена трояндова алея. Ініціаторами цієї акції та її очільниками виступили Б.І.Олійник та Т.В.Сосновська.

## Люди
Перший директор музею — Тращук Леонід Миколайович (12 жовтня 1926, село Стара Прилука Вінницької області).

## Виноски
1. 1 2  Наталія Зінченко. «Рафінований» інтелігент / Газета «День», № 9-10, 21 січня 2011
2. ↑  Ольга Жук. Тичина без музею Україна молода. Номер 073 за 21 квітня 2010
3. ↑  Сайт «Високий вал» Вшанували видатного поета. Фоторепортаж